# 정재훈 (1980년)
정재훈(鄭載勳, 1980년 1월 1일 ~ )은 전 KBO 리그 두산 베어스의 투수이자, 현재 KBO 리그 KIA 타이거즈의 투수코치이다.

## 선수 시절

### 아마추어 시절
1999년에 성균관대학교 체육교육과(1999학번) 에 입학했고, 2002년에는 국가대표에 선발돼 세계 대학야구 선수권 대회에 출전했다.

### 두산 베어스시절
2003년에 입단하였다. 2005년부터 마무리 투수를 맡았으며 그 해에 1승 6패, 30세이브로 세이브 부문 타이틀을 수상했다. 2005년, 2006년, 2007년까지 마무리 투수를 맡았고, 2006년 최소 경기 20세이브(24경기), 최다 연속 세이브(15세이브) 등의 기록을 세웠다. 2006년 WBC에 참가해 병역을 해결했다. 1경기에 등판해 1이닝 1실점, 1피안타(1피홈런), 2볼넷, 2탈삼진, 평균자책점 9를 기록했다.
2008년에는 마무리 투수로 활동하며 5번의 블론 세이브를 기록하는 등 불안한 모습과 두터운 계투진 때문에 잠시 선발로 전환했다. 2009년 시즌에는 마무리를 이용찬에게 넘기고 선발 투수로 시즌을 시작했으나 어깨 부상으로 인한 공백 후 불펜으로 복귀했다.
2010년 23홀드를 기록하며 홀드왕을 수상했다. 팀은 3위로 준 플레이오프에 진출했고 마무리 이용찬의 징계로 인한 부재로 인해 팀의 뒷문이 불안해지자 투입됐다. 하지만 그는 준플레이오프  1차전과 2차전에서 전준우에게 솔로 홈런, 이대호에게 3점 홈런을 각각 허용하며 팀이 패배하는 결과를 초래했고, 또 다시 플레이오프 1차전과 3차전에서 박한이에게 역전 3점 홈런, 조영훈에게 1점 홈런을 각각 허용하는 등 극심한 부진을 보였다.
2014년 12월 9일 장원준의 보상 선수 자격으로 롯데 자이언츠로 이적했다.

### 롯데 자이언츠시절
별다른 활약을 하지 못했고 1년 뒤에 시행된 2차 드래프트에서 다시 두산 베어스의 지명을 받아 1년만에 친정 팀으로 복귀했다.

### 두산 베어스복귀
복귀 후 2016년부터 팀의 셋업맨 역할을 맡았다. 2016년 8월 3일 LG 트윈스와의 경기에서 투구 도중 박용택이 친 타구에 손등을 맞아 시즌 아웃됐다. 2017년 시즌에는 단 1경기도 등판하지 못했고, 은퇴를 선언했다.

## 야구선수 은퇴 후
2018년부터 두산 베어스의 2군 투수코치로 활동했다. 2019년부터는 두산 베어스의 불펜코치로 활동했다.

## 별명
- 아스트랄한 피칭을 해서 '아스정'이라고 불린다.
- 위기 상황에서 등판해 실점을 허용하지 않는 경우에 '메시아 정'이라고 불린다.
- 중요한 상황에서 블론 세이브를 많이 기록하는 경우에 '정작가'라고 불린다.

## 출신 학교
- 서울역삼초등학교
- 휘문중학교
- 휘문고등학교
- 성균관대학교 체육교육과 1999학번

### 등번호
- '41' (2003년 ~ 2017년)
- '73' (2018년 ~ 2023년)

## 통산 기록
| 연도 | 팀명   | 평균자책점 | 경기 | 완투 | 완봉 | 승 | 패 | 세  | 홀 | 이닝  | 피안타 | 피홈런 | 볼넷 | 사구 | 탈삼진 | 실점 | 자책점 | 비고                           |
| ---- | ------ | ---------- | ---- | ---- | ---- | -- | -- | --- | -- | ----- | ------ | ------ | ---- | ---- | ------ | ---- | ------ | ------------------------------ |
| 2003 | 두산   | 10.80      | 5    | 0    | 0    | 0  | 1  | 0   | 0  | 3.1   | 2      | 1      | 4    | 0    | 3      | 4    | 4      |                                |
| 2004 | 두산   | 3.14       | 43   | 0    | 0    | 3  | 1  | 0   | 3  | 77.1  | 74     | 4      | 33   | 5    | 66     | 30   | 27     |                                |
| 2005 | 두산   | 2.09       | 51   | 0    | 0    | 1  | 6  | 30  | 0  | 56    | 38     | 2      | 22   | 5    | 60     | 15   | 13     | 세이브 1위                     |
| 2006 | 두산   | 1.33       | 53   | 0    | 0    | 2  | 3  | 38  | 0  | 54    | 33     | 3      | 28   | 4    | 65     | 9    | 8      | 월드 베이스볼 클래식 대표 선수 |
| 2007 | 두산   | 2.44       | 52   | 0    | 0    | 5  | 3  | 25  | 0  | 59    | 54     | 2      | 32   | 5    | 54     | 22   | 16     |                                |
| 2008 | 두산   | 3.23       | 42   | 0    | 0    | 3  | 3  | 18  | 0  | 53    | 44     | 2      | 16   | 4    | 39     | 22   | 19     |                                |
| 2009 | 두산   | 4.44       | 32   | 0    | 0    | 5  | 5  | 0   | 4  | 93.1  | 99     | 6      | 29   | 7    | 80     | 48   | 46     |                                |
| 2010 | 두산   | 1.73       | 63   | 0    | 0    | 8  | 4  | 2   | 23 | 78    | 52     | 2      | 28   | 4    | 89     | 16   | 15     | 홀드 1위                       |
| 2011 | 두산   | 2.87       | 45   | 0    | 0    | 2  | 6  | 8   | 9  | 62.2  | 47     | 5      | 22   | 3    | 65     | 23   | 20     |                                |
| 2012 | 두산   | 4.50       | 4    | 0    | 0    | 0  | 1  | 0   | 0  | 4     | 3      | 1      | 1    | 0    | 1      | 3    | 2      |                                |
| 2013 | 두산   | 3.44       | 55   | 0    | 0    | 4  | 1  | 14  | 7  | 52.1  | 46     | 3      | 17   | 3    | 38     | 26   | 20     |                                |
| 2014 | 두산   | 5.37       | 54   | 0    | 0    | 1  | 5  | 2   | 15 | 53.2  | 50     | 6      | 19   | 6    | 56     | 33   | 32     |                                |
| 2015 | 롯데   | 7.11       | 10   | 0    | 0    | 0  | 0  | 0   | 0  | 6.1   | 16     | 1      | 6    | 0    | 5      | 8    | 5      |                                |
| 2016 | 두산   | 3.27       | 46   | 0    | 0    | 1  | 5  | 2   | 23 | 52.1  | 43     | 3      | 17   | 5    | 56     | 21   | 19     |                                |
| 통산 | 14시즌 | 3.14       | 555  | 0    | 0    | 35 | 44 | 139 | 84 | 705.1 | 601    | 41     | 274  | 51   | 677    | 280  | 246    |                                |